# Mayrhof
Mayrhof är en ort och kommun i Österrike. Den ligger i distriktet Schärding i förbundslandet Oberösterreich, 200 kilometer väster om huvudstaden Wien.
Kommunen består av tre orter (Ortschaften) (inom parentes invånarantal 1 januari 2024):
- Heiligenbaum (33)
- Mayrhof (201)
- Oberndorf (81)